# Mars Hill (condado de Aroostook)
Mars Hill es un lugar designado por el censo ubicado en el condado de Aroostook en el estado estadounidense de Maine. En el Censo de 2010 tenía una población de 980 habitantes y una densidad poblacional de 175,91 personas por km².

## Geografía
Mars Hill se encuentra ubicado en las coordenadas 46°31′9″N 67°52′11″O / 46.51917, -67.86972. Según la Oficina del Censo de los Estados Unidos, Mars Hill tiene una superficie total de 5.57 km², de la cual 5.49 km² corresponden a tierra firme y (1.49%) 0.08 km² es agua.

## Demografía
Según el censo de 2010, había 980 personas residiendo en Mars Hill. La densidad de población era de 175,91 hab./km². De los 980 habitantes, Mars Hill estaba compuesto por el 97.04% blancos, el 0.31% eran afroamericanos, el 0.82% eran amerindios, el 0.2% eran asiáticos, el 0% eran isleños del Pacífico, el 0.1% eran de otras razas y el 1.53% pertenecían a dos o más razas. Del total de la población el 0.71% eran hispanos o latinos de cualquier raza.